# Milorad Jablanov
Milorad Jablanov (Srpski Krstur, 10. studenoga 1931. - Novi Sad 25. srpnja 2001. ) bio je jugoslavenski i srbijanski nogometaš. 

## Životopis
Rodio se je u selu Srpskom Krsturu kod Novog Kneževca.  Milorad je imao mlađeg brata po imenu Đuka koji je bio dvije godine mlađi od njega.  Tijekom Drugog svjetskog rata njegov je otac bio interniran u sabirnom logoru u Dachauu .

### Klupska
Jablanov je nosio Vojvodinin dres 2 godine, u sezoni 1952./53. i 1953./54.

### Reprezentativna
Kao član jugoslavenske studentske reprezentacije nastupao je u nekoliko utakmica, između ostalog u Rijeci 1953. godine. 

### Karijera nakon nogometa
Milorad je krajem 50-ih napustio nogomet da bi dovršio Poljoprivredni fakultet, gdje je stekao zvanje inženjera vodnog gospodarstva. Zaposlen je u DTD Šajkaška, gdje radi na sanaciji oštećenja i izgradnji nasipa nakon Velike poplave u Novom Sadu. Između 1972. i 1979. izabran je za direktora SIZ-a DTD "Šajkaška", da bi kasnije biti tajnik vanjske trgovine.
Umro je 25. srpnja 2001. godine.  u Novom Sadu, nakon duge i teške bolesti. Iza njega ostala je supruga i kći sa svojom obitelji. 